# Zvláštní zpravodaj pro násilí na ženách a dívkách
Dne 4. března 1994 přijala Komise OSN pro lidská práva rezoluci 1994/45 o otázce začlenění práv žen do mechanismů lidských práv Organizace spojených národů a odstranění násilí na ženách. Toto usnesení stanovilo mandát „Zvláštního zpravodaje pro násilí na ženách, jeho příčiny a důsledky“. Původní jméno zpravodaje bylo roku 2022 změněno na „Zvláštní zpravodaj pro násilí na ženách a dívkách, jeho příčiny a důsledky“. Původní jmenování bylo pro tříleté období.

## Mandát
Zvláštní zpravodaj je pověřen vyhledávat a přijímat informace o násilí páchaném na ženách, doporučovat způsoby, jak eliminovat násilí páchané na ženách na národní, regionální a mezisektorové úrovni, a spolupracovat s ostatními mechanismy OSN pro lidská práva.

## Návštěvy zemí
Zvláštní zpravodaj je pověřen prováděním návštěv zemí, často ve spojení s dalšími zvláštními zpravodaji, nezávislými odborníky nebo pracovními skupinami.

## Zprávy Radě pro lidská práva
Zvláštní zpravodaj každý rok předkládá Radě pro lidská práva písemnou zprávu, která nastiňuje provedené činnosti a analyzovaná témata.

## Komunikace
Zvláštní zpravodaj může vládám a dalším aktérům zasílat sdělení nebo dopisy týkající se porušování lidských práv a obav týkajících se návrhů zákonů, právních předpisů, politik nebo postupů, které nejsou v souladu s mezinárodním právem a normami v oblasti lidských práv. V takových sděleních má zvláštní zpravodaj mimo jiné za úkol řešit násilí ze strany korporací a intersekcionálnost.

## Kontroverze
Od listopadu 2021 je zvláštní zpravodajkou Reem Alsalem (Jordánsko), která je kontroverzní pro své anti-trans názory a která podle právního vědce Jense Theilena „využívá práva žen jako nástroj k podkopávání práv trans“.

## Seznam zpravodajů v úřadu
- Radhika Coomaraswamy (1994–2003)
- Yakin Ertürk (2003–2009)
- Rashida Manjoo (2009–2015)
- Dubravka Šimonović (2015–2021)
- Reem Alsalem (2021–současnost)